# RK (rappeur)
Pour les articles homonymes, voir RK.
RK, de son vrai nom Ryad Kartoum, né le 7 novembre 2001 à Meaux en Seine-et-Marne, est un rappeur franco-algérien

## Biographie

### Jeunesse
Ryad Kartoum, dit RK, naît le 7 novembre 2001 à Meaux en Seine-et-Marne, et grandit dans cette même ville, au quartier de Beauval. RK souhaite initialement devenir footballeur, mais une blessure vient mettre fin à ses projets et il décide alors de se consacrer à sa deuxième passion, le rap.

### Carrière

#### Insolent(2018)
En janvier 2017, RK sort son premier titre intitulé 1re mi-temps #RiyadMahrez, qui lui vaut d'être remarqué par le rappeur Sofiane. Ce dernier entre en contact avec le jeune Meldois et l'invite à remixer ce même titre à ses côtés lors d'une émission Planète Rap lui étant consacré. À la suite de ce succès soudain, RK fonde le label 3.5.7 Music avec ses amis JorT, Blako, 2S et KS, qui devient une filiale de Universal Music France courant 2018.
À la suite du succès que rencontre sa série de titres #B1, #B3, #B5 et #B7, RK dévoile les titres Tier-quar et 24 carats,, avant de sortir son premier album intitulé Insolent le 21 septembre 2018. L'album s'écoule à 20 245 exemplaires lors de sa première semaine d'exploitation, se plaçant ainsi à la première place des ventes d'album en France la semaine du 28 septembre 2018. Insolent est certifié disque d'or au cours du mois suivant, puis disque de platine en février 2019.

#### Rêves de gosse(2019)
RK sort son deuxième album studio intitulé Rêves de gosse le 5 avril 2019 ; lequel s'écoule à 15 591 exemplaires lors de sa première semaine d'exploitation, et est certifié disque d'or courant juin 2019. Il sera ensuite certifié disque de platine au début de 2022.
Le 28 septembre 2019, RK assure la première partie du concert de Gims au Stade de France aux côtés de Gradur, Vegedream, H Magnum et Heuss l'Enfoiré.
Au mois d'octobre 2019, RK comptabilise plus de 200 000 albums vendus en France.

#### Neverland(2020)
Le troisième album de RK Neverland est sorti le 3 juillet 2020. Il est composé de quinze titres, dont trois featuring avec Maes, Leto et SCH. Il s'écoule à 11 242 ventes lors de sa première semaine d'exploitation. Le 7 octobre 2020 sort le clip du remix du titre Billie Jean, composé par Bersa avec Timal et Alonzo en featuring.
Le 18 décembre 2020 sort l'« Édition Gold » de Neverland, contenant trois nouveaux titres : GP 800, Kenzo et God Bless.
L'album est certifié or le 14 janvier 2021.

#### 100 Rancunes(2021)
Le 3 juin 2021, RK annonce la sortie de son quatrième album studio intitulé 100 Rancunes pour le 2 juillet 2021 et en partage la pochette sur Instagram. L'album s'écoule à 7 100 exemplaires la première semaine, se plaçant ainsi à la troisième place des ventes d'album en France la semaine de sa sortie derrière Jul et Dinos.

#### Mentalité(2022)
Le 7 octobre 2022, RK sort la première partie de son cinquième projet, Mentalité. La partie 2 et la version physique de l'album sont prévus pour le 9 décembre de la même année[réf. nécessaire].
RK obtient son premier single de diamant en solo pour son titre Lola, le 29 mai 2023.
C’est quelques jours plus tard, le 9 juin 2023, que son 5e album studio, Mentalité, est certifié disque d’or avec plus de 50 000 ventes.
RK devient alors le plus jeune rappeur français (21 ans) à obtenir 4 disques d’or.

## Affaires judiciaires
Alors enfant, RK est condamné par le tribunal pour enfants pour violences en réunion et attroupement dans le cadre d'une bande rivale dans le quartier de Beauval.
Le 5 juin 2021, quelques jours après l'annonce de la sortie de son quatrième album intitulé 100 Rancunes, RK est placé en garde à vue à la suite de soupçons de violences conjugales. Le 8 novembre 2021, le tribunal correctionnel de Meaux condamne le rappeur à six mois de prison avec sursis probatoire. Cette condamnation est assortie d'une interdiction de contact avec la victime et l'obligation de suivre un stage de responsabilisation face aux violences conjugales.

## Discographie

### Albums studio
- 2018 : Insolent
- 2019 : Rêves de gosse
- 2020 : Neverland
- 2021 : 100 rancunes
- 2022 : Mentalité
- 2024 : DLPDA

### Singles
- 2018 : #DansLeTierquar (Nantes)
- 2018 : Merci
- 2019 : Rédemption
- 2019 : Booska Rêves de gosse (Freestyle)
- 2019 : Pardon maman
- 2020 : F.A.C
- 2020 : SOS
- 2020 : Freestyle Neverland #1
- 2020 : Freestyle Neverland #2
- 2020 : Billie Jean (Remix) (feat. Timal & Alonzo)
- 2020 : God Bless
- 2021 : Dangerous
- 2021 : Demain
- 2021 : Menotté (feat. Landy)
- 2021 : Freestyle 100 rancunes
- 2022 : Sachet
- 2022 : Aqua (feat. Koba LaD)
- 2022 : Te Quiero
- 2022 : Indiana (feat. Guy2Bezbar & Mig)
- 2022 : San Goku (La Reprise : Alonzo Cover)
- 2022 : Yellow (feat. DRK2BINKS)
- 2022 : Tortank
- 2022 : Booska Respect
- 2023 : Lola
- 2023 : VNTR
- 2023 : Dernière chance
- 2023 : Adrénaline
- 2023 : À la mort

### Collaborations
- 2018 : Yaro feat. RK - Dans la zone (sur l'album À zéro)
- 2018 : DJ Kayz feat. RK - Michto (sur l'album En famille)
- 2018 : Elams feat. RK - Tello (sur l'album Ce que l'on vit)
- 2018 : GLK feat. RK & Koba LaD - Chargé (sur l'album Un jour ou l'autre)
- 2019 : YL feat. RK - Mala (sur l'album Æther et Héméra)
- 2019 : 100Blaze feat. RK - Ouh Hey (sur l'album Depuis minot)
- 2019 : GLK & RK - Avant (sur la compilation Game Over 2 du 50K)
- 2019 : Vegedream feat. RK & Alonzo - Tchop (sur l'album Ategban)
- 2019 : K.R.K feat. RK - Pardonne-moi
- 2019 : Larry feat. RK - Woin Woin (sur la mixtape Cité blanche)
- 2019 : Josylvio feat. RK - Money On My Mind (sur l'album Gimma)
- 2020 : Hornet la Frappe feat. Leto & RK - C’est mort (sur l'album Ma Ruche)
- 2020 : RK - C’est comme ça (sur la bande originale Validé)
- 2020 : Bolémvn feat. RK - Prends ta monnaie (sur la mixtape Vol 169)
- 2020 : PSO Thug feat. RK - Impliqué (sur l'EP Code 1.8.7 : Introduction)
- 2020 : Naza feat. RK - Quand même (sur l'album Gros bébé)
- 2020 : Uzi feat. RK - Violet
- 2021 : DA Uzi feat. RK - Coffre Chargé (sur la compilation Mal Luné Music)
- 2021 : Zikxo feat. RK - N3 (sur l’album Jeune et Ambitieux)
- 2021 : Tiitof feat. RK - Avec ou sans toi
- 2021 : S.Pri Noir feat. RK - 7 vies
- 2021 : DJ Kayz feat. RK & Landy - Masterclass
- 2021 : Nahir feat. RK - Ange et Démon (sur la mixtape Intégral)
- 2021 : Vladimir Cauchemar feat. RK - Bloccc (sur l'EP Brrr)
- 2021 : Kore feat. Rk - Mañana (sur l'album En passant pécho)
- 2021 : Sofiane, Nahir, SCH, Moh, Jul, Alonzo, Mig, Solda & RK - (sur l'album Le classico organisé)
- 2023 : Marwa Loud feat. RK - Dans la sauce (sur l'album Cloud)
- 2023 : Doria feat. RK - T'es fou ou quoi
- 2023 : Bramsito feat. RK - CV (sur l'album Enchanté)
- 2023 : Du Nord au Sud feat. Kerchak & RK - Glock 17
- 2023 : Shtar Academy, Perkiz, Ryan & RK - Par terre (sur la compilation Shtar Academy (En Permission)
- 2023 : Zokush feat. RK - 1 2 3 4 (sur l'album SÛR ET CERTAIN)
- 2023 : RK - À deux (sur la bande originale Les déguns 2)
- 2024 : Zola, ISK, Pit Baccardi, Cokein, Sofiane, Ashe 22, Uzi, RK, Alkpote, Nahir, Seth Gueko, Demi Portion, Soso Maness, Decimo, Zed, Akhenaton, Kerchak, Mac Tyer, Kore, Relo & Costa - NO PASARÁN (single en collaborations pour la Fondation Abbé Pierre)
- 2024 : La Fouine feat. RK - 300 (sur la mixtape Capitale du Crime Radio)

### Clips vidéo
| Année | Titre                                      | Réalisateur           | Album              |
| ----- | ------------------------------------------ | --------------------- | ------------------ |
| 2017  | 1re mi-temps #RiyadMahrez                  | NC                    | NC                 |
| 2017  | 2e mi-temps                                | NC                    | NC                 |
| 2017  | Total bénef                                | NC                    | NC                 |
| 2017  | Fais beleck                                | NC                    | NC                 |
| 2017  | #B1                                        | NC                    | NC                 |
| 2017  | #B3                                        | NC                    | NC                 |
| 2018  | #B5                                        | NC                    | NC                 |
| 2018  | #B7                                        | Metellus Guenzy       | NC                 |
| 2018  | Tier-quar                                  | Metellus Guenzy       | Insolent           |
| 2018  | Dans la zone (feat. Yaro)                  | NC                    | À Zéro             |
| 2018  | Lové                                       | Metellus Guenzy       | Game Over          |
| 2018  | Michto (feat. DJ Kayz)                     | NC                    | En Famille         |
| 2018  | 24 carats                                  | William Thomas        | Insolent           |
| 2018  | Freestyle #DANSLETIERQUAR Marseille        | Metellus Guenzy       | Insolent           |
| 2018  | Freestyle #DANSLETIERQUAR Lyon             | Metellus Guenzy       | Insolent           |
| 2018  | Freestyle #DANSLETIERQUAR Nantes           | Metellus Guenzy       | Insolent           |
| 2018  | Qui je suis                                | Cedrick Cayla         | Insolent           |
| 2018  | Bae                                        | Metellus Guenzy       | Insolent           |
| 2018  | Merci                                      | Metellus Guenzy       | NC                 |
| 2018  | Chargé (feat. GLK & Koba LaD)              | NC                    | Un jour ou l’autre |
| 2018  | Freestyle #DANSLETIERQUAR Lille            | Metellus Guenzy       | NC                 |
| 2019  | Rédemption                                 | Hustler Game          | Rêves de gosse     |
| 2019  | C'est mon sang (feat. Sofiane)             | Black Anouar          | Rêves de gosse     |
| 2019  | Ne m'en veux pas                           | Fanatik Production    | Rêves de gosse     |
| 2019  | La Patate (feat. Koba LaD)                 | Black Anouar          | Rêves de gosse     |
| 2019  | Cataleya                                   | Black Anouar          | Rêves de gosse     |
| 2019  | Ouh Hey (feat. 100 Blaze)                  | Hustler Prenium       | Depuis Minot       |
| 2019  | Avant (feat. GLK)                          | Hustler Game          | Game Over 2        |
| 2019  | Pardonne-moi (feat. KRK)                   | Hustler Prenium       | NC                 |
| 2019  | Woin Woin (feat. Larry)                    | Hustler               | Cité Blanche       |
| 2020  | C'est mort (feat. Hornet La Frappe & Leto) | Lokman Hundreds Films | Ma Ruche           |
| 2020  | F.A.C                                      | AgaProd               | NC                 |
| 2020  | Prends ta monnaie (feat. Bolémvn)          | William Thomas        | Vol 169            |
| 2020  | SOS                                        | Chill                 | Neverland          |
| 2020  | Freestyle Neverland #1                     | NoColor Films         | NC                 |
| 2020  | Freestyle Neverland #2                     | NoColor Films         | NC                 |
| 2020  | Impliqué (feat. PSO Thug)                  | Arthur Keasy          | Introduction       |
| 2020  | Euros (feat. Maes)                         | Baz                   | Neverland          |
| 2020  | Zone                                       | Black Anouar          | Neverland          |
| 2020  | Billie Jean Remix (feat. Timal & Alonzo)   | Threzor Eilhs         | Neverland          |
| 2020  | Violet (feat. Uzi)                         | Alex Haz              | Coeur abimé        |
| 2020  | God Bless                                  | Fanatik Production    | Neverland          |
| 2021  | Coffre Chargé (feat. DA Uzi)               | Cédric Kayla          | Mal Luné Music     |
| 2021  | N3 (feat. Zikxo)                           | Kid Hao               | Jeune & Ambitieux  |
| 2021  | Avec ou sans toi (feat. Tiitof)            | NC                    | Bénéfice           |
| 2021  | Demain                                     | Cédrick Cayla         |                    |
| 2021  | 7 vies (feat. S.Pri Noir)                  | NC                    | Saison 999         |
| 2021  | Masterclass (feat. DJ Kayz & Landy)        | Sihem Ouillani        |                    |
| 2022  | Sachet                                     | Mscorp                | NC                 |
| 2022  | AQUA (feat. Koba LaD)                      | BLACK VISION          | Mentalité          |
| 2022  | Te Quiero                                  | HANSLEY               | NC                 |
| 2022  | Indiana (feat. Guy2Bezbar & Mig )          | NC                    | Mentalité          |
| 2022  | Lola                                       | Husovic Mirsen        | Mentalité          |
| 2022  | Lola Live                                  | Vevo                  | NC                 |
| 2022  | Mentalité Live                             | Vevo                  | NC                 |
| 2022  | Tortank                                    | STEUVI                | Mentalité          |
| 2022  | Clap clap                                  | STEUVI                | Mentalité          |
| 2023  | LOLA (Version acoustique)                  | Digital Nak           | Mentalité          |
| 2023  | VNTR                                       | Digital Nak           | Mentalité          |